# Veme Station
Veme Station (Veme stasjon) er en tidligere jernbanestation på Bergensbanen, der ligger ved bygden Veme i Ringerike kommune i Norge.
Stationen åbnede som holdeplads kun med ekspedition af passagerer og gods 1. december 1909. Den blev opgraderet til station med ekspedition af tog, passagerer og gods 1. maj 1910. 1. januar 1966 blev den nedgraderet til ubemandet trinbræt. Betjeningen med persontog ophørte 31. maj 1970, men der blev stadig håndteret gods på stedet. Den tidligere station blev gjort fjernstyret 27. september 1986 i forbindelse med udbygningen af fjernstyringen på Bergensbanen. I dag fungerer den som krydsningsspor.
Stationsbygningen blev opført i 1909 efter tegninger af arkitekten Paul Armin Due, men den blev revet ned i 1988. Den tidligere station ligger 100,5 km fra Oslo S, 126 meter over havet.